# Kangasalan lukio
Kangasalan lukio (Kangasala gymnasium) är en finsk gymnasieskola i Kangasala. Gymnasiet grundades 1921 och då hette det Kangasala samskola. Nuförtiden finns det cirka 400 elever och 30 lärare i Kangasala gymnasium. Rektor vid Kangasala gymnasium heter Silja Silvennoinen och vicerektor Tommi Helminen. 
Tidigare låg Kangasala gymnasium i Tapulinmäki. Det gamla gymnasiet i Kangasala led av fukt- och mögelskador, vilket orsakade olika symtom för lärare och elever. Under sommaren 2009 öppnades golvet i gymnasiet och de värsta mögelkolonierna hittades där. Efter reparationerna och installationen av nya ventilationsmaskiner, minskade symtomen tydligt och luftkvaliteten förbättrades. Hösten 2012 flyttade gymnasiet till en ny byggnad, det nya gymnasiet i Kangasala. Byggnaden ligger bredvid Pikkola högstadium och är en del av Roine kampusområdet. Där finns ett kafé, ett gym och ett bibliotek.

Kangasala gymnasium samarbetar med Tammerfors universitet, Tavastlands yrkeshögskola, Aamulehti och olika idrottsföreningar.
Gymnasiet är känt för sitt internationella samarbete och för ett brett utbud av språkstudier och en musiklinje. Nästan varje år ordnar musiklinjen till exempel musikaler och konserter. Gymnasiet har vänskolor i Italien, Nederländerna och Tyskland.